# 9415 Yujiokimura
A 9415 Yujiokimura (ideiglenes jelöléssel (9415) 1995 VE) a Naprendszer kisbolygóövében található aszteroida. Kobajasi Takao fedezte fel 1995. november 1-jén.